# Охріменко Людмила Леонідівна
Людмила Леонідівна Охріменко — українська письменниця.

## Біографія
Народилася 11 жовтня 1961 року у місті Синельникове Дніпропетровської області. Довгий час жила і працювала у Криму. Зараз[коли?] мешкає у Харкові. Має три вищі гуманітарні освіти. Волонтерка.
З 2014 року їздила з гуманітарними місіями у Луганську та Донецьку області задля допомоги добровольчим формуванням і підрозділам ЗСУ. Писати почала ще у дитинстві, але вважала свою творчість аматорством. Війна й окупація рідного Криму стали поштовхом для активної творчості й публікацій. Вважає, що українці не вчать рідну мову, вони її згадують!

## Твори
- «Пригоди дорослого Буратіни жіночої статі», роман 2018 рік, Київ, видавництво «Діпа»;
- «Пригоди мухи в окропі на окупованій території», роман 2018, Київ, видавництво «Діпа»;
- Оповідання «Заїда» у збірці інклюзивних оповідань «Terra інклюзія 2018», Київ, видавничий центр «12», 2018 рік;
- «Волонтерські історії», збірка оповідань у співавторстві з Михайлом Кащавцевим, Харків, 2019 рік, видавництво Іванченка І. С.;
- «Легка поведінка», роман, 2020 рік, Житомир, видавництво О. О. Євенок;
- «Оскар» роман, 2021 рік, Житомир, видавництво О. О. Євенок.
- "Волонтерські історії 2014-2022" 2023 рік. Харків, видавництво "Відкриття".
- "Далека блакитна далечінь", 2024 рік, Харків, видавництво Іванченка.
- "Люлечки - дарувальники снів", 2024 рік, Харків, видавництво "Відкриття" та видавництво Іванченка.

## Нагороди
Фіналістка на здобуття премії у конкурсі «Коронація слова» у номінації «Інклюзивна література» за оповідання "Заїда", 2018 рік.
Спеціальна відзнака за найкращий роман («Оскар») на воєнну тематику Міжнародного літературного конкурсу «Коронація слова» у 2021 році.
Лауретка премії імені Миколи Томенка за найкращу коротку прозу, 2023 рік за книжку "Волонтерські історії 2014-2022".
Лауреатка премії імені Михайла Чабанівського, 2024 рік за повість "Далека блакитна далечінь". 